# Симон, Режис
Режи́с Симо́н (фр. Régis Simon; род. 19 марта 1958, Труа) — французский шоссейный велогонщик, выступавший на профессиональном уровне в период 1984—1993 годов. Победитель этапа «Тур де Франс», победитель и призёр многих крупных гонок на шоссе в составе французских команд La Redoute, RMO и Fagor.

## Биография
Режис Симон родился 19 марта 1958 года в коммуне Труа департамента Об, Франция.
Впервые заявил о себе в велоспорте в сезоне 1979 года, выиграв генеральную классификацию гонки Tour de Franche-Comté.
В 1981 году был лучшим в общем зачёте Circuit des mines и Circuit de Champagne, стал вторым в гонках «Труа — Дижон» и «Дижон — Осон — Дижон», показал третий результат на Prix de La Charité-sur-Loire.
В 1982 году был лучшим на Flèche d'or européenne и Gran Premio della Liberazione.
В 1983 году выиграл Nocturne de Bar-sur-Aube и Тур Новой Каледонии.
Начиная с 1984 года представлял французскую профессиональную команду La Redoute, в её составе сразу же отметился победой на четвёртом этапе «Тур Воклюза», занял второе место на Tour Midi-Pyrénées. В этом сезоне впервые принял участие в супервеломногодневке «Тур де Франс».
В 1985 году одержал одну из самых значимых побед в своей спортивной биографии, став лучшим на 18-м этапе «Тур де Франс». Кроме того, финишировал вторым на «Гран-при Рена», уступив на финише только своему соотечественнику Жильберу Дюкло-Лассалю.
В 1986 году перешёл в другую французскую команду RMO, занял второе место в генеральной классификации многодневной гонки «Четыре дня Дюнкерка», пропустив вперёд бельгийца Дирка де Вольфа.
В 1987 году был третьим на «Париж — Бурж» и седьмым на «Критериум Дофине».
В 1988 году выиграл третий и четвёртый этапы Grand Prix de l'Amitié, добился успеха в многодневной гонке «Этуаль де Бессеж», где выиграл третий этап и стал вторым в итоговом общем зачёте. В этом сезоне в третий и в последний раз в своей карьере принимал участие в «Тур де Франс».
Сезон 1989 года провёл в менее именитой команде Fagor, в частности в её составе показал третий результат на Grand Prix de Cannes.
Впоследствии оставался действующим велогонщиком вплоть до 1993 года, хотя в последнее время участвовал в основном в небольших любительских гонках.
Его братья Франсуа, Паскаль и Жером тоже стали достаточно известными профессиональными велогонщиками.